# Острогожско-Росошанска операция
Острогожко-Росошанската настъпателна операция е проведена от силите на Воронежкия фронт в периода 13 – 27 януари 1943 в хода на контранастъплението на Червената армия при Сталинград.

## Предистория
В хода на Сталинградската битка, след старателна подготовка, на 19 ноември 1942 г. съветските войски преминават в контранастъпление (операция Уран), завършило с обкръжаването на главните германски сили. На 25 ноември Червената армия започва голяма офанзива и срещу група армии „Център“ при Ржев. Операция „Марс“ принуждава германското командване да насочи голяма част от резервите си към Ржев, вместо към Сталинград. Стратегическата инициатива преминава на страната на Червената армия и Ставката на Върховното главно командване планира серия от мащабни операции по средното и горното течение на Дон. Слабият северен фланг на немско-фашистката групировка при Сталинград създава подходящи условия за ново голямо настъпление и отхвърляне на Вермахта и съюзниците им далеч от обкръжената при Сталинград групировка. Още по време на операция Зимна буря, в периода 16 – 31 декември Югозападният фронт провежда операция Малък Сатурн, с цел разгром на италианските, унгарските и хитлеристките войски по средното течение на Дон и на река Чир. Успехът на операцията оголва десния фланг на 2-ра унгарска армия и създава предпоставки за настъпление към Ростов, Донбас и Харков, което би отрязало целия южен фланг на Вермахта. На 10 януари, след мощна артилерийска и авиационна подготовка, Донският фронт на Рокосовски започва ликвидирането на обкръжените при Сталинград хитлеристки войски. Още докато трае операция „Кольцо“, в средата на януари 1943 г. Червената армия повежда ново голямо настъпление срещу германците и техните съюзници между реките Дон и Северский Донец – Острогожко-Росошанската настъпателна операция.

## Ход на битката
В резултат на операциите „Уран“ и „Малък Сатурн“, южният фланг на Вермахта губи своята цялост. Съветското командване получава възможност постепенно да съкруши немския фронт чрез последователен обход на открития фланг. Операцията е планирана от Жуков и Василевски и предвижда главният удар да се нанасе на най-слабия учстък в отбраната на група армии „Б“ – в стика между 2-ра унгарска армия и алпийският корпус на 8-а италианска армия. За целта Воронежкият фронт е подсилен с 3-та танкова армия от резерва на Ставката. Главните ударни сили на Червената армия са съсредоточени в района на Кантемировка и на Сторожевския плацдарм на западния бряг на Дон.
На 13 януари северната ударна групировка преминава в настъпление от Сторожевския плацдарм след двучасова мощна артилерийска подготовка. До края на втория ден отбраната е пробита на фронт от 15 км и 17 километра в дълбочина. За развитие на успеха в боя са хвърлени главните сили на 40-а армия. Към 15 януари пробивът във фронта е разширен до 100 км и 35 км в дълбочина. Южната групировка започва настъплението си на 14 януари и още до края на деня се придвижват с 12 – 23 км в отбраната на противника, разгромявайки и щаба на 24-ти немски танков корпус. От утрото на 15 януари южният фланг на съветските войски разгръща настъплението си в северно и северозападно направление. Към 19 януари съветските войски затварят обръча около 13 противникови дивизии в районите на Острогожск и Росош и до 27 януари ги унищожават напълно.

## Последици
За петнадесет дни Червената армия се придвижва със 140 км в дълбочина на отбраната на немско-фашистките войски и създава реална заплаха за германските войски, сражаващи се в Кавказ и по долното течение на Дон. Разгромени са основните сили на 2-ра унгарска и 8-а италианска армия, 15 дивизии са унищожени напълно, а други 6 са разбити. Взети са в плен около 86 000 войници и офицери на противника.
Още преди да е приключило унищожаването на противниковата групировка при Росош, на 24 януари съветските войски преминават в ново голямо настъпление – Воронежко-Касторненска операция (24 януари – 17 февруари), с цел да не се дава възможност на хитлеристките войски да се прегрупират и да заемат нови отбранителни позиции. Междувременно германските войски се оттеглят от Кавказ, но успяват временно да задържат Ростов, Новоросийск и Таманския полуостров. Съветските войски не успяват да отрежат пътя за отстъпление на група армии „А“ от Кавказ до голяма степен заради продължителната съпротива на Паулус в Сталинград, което блокира до 2 февруари 6 съветски армии. След контраудара на немците при Харков през март фронтът се стабилизира и двете воюващи страни започват подготовка за голямата битка при Курск през лятото на 1943 г.